# Cerro de San Antonio
Cerro de San Antonio, o anche Cerro San Antonio, è un comune della Colombia facente parte del dipartimento di Magdalena.
Il centro abitato venne fondato da Fernando De Mier y Guerra nel 1750 lungo il corso del fiume Magdalena, mentre l'istituzione del comune è del 1912.